# Kassettbreven
Kassettbreven (engelska casket letters) kallas åtta brev från Maria Stuart till hennes gunstling och senare gemål, Bothwell, vilka hennes fiender påstod sig ha funnit efter hans flykt i ett honom tillhörigt silverskrin och vilka, om äktheten vore obestridlig, skulle fastslå Marias skuld till mordet på hennes gemål Darnley 1567.
En livlig diskussion har förts om äktheten av dessa brev, vilkas original försvunnit redan under slutet av 1500-talet. Numera torde de flesta anta att breven verkligen är äkta, även om full visshet aldrig kan nås. Övertygande skäl syns tala för att drottningen skrivit åtminstone det långa Glasgowbrevet.